# Oripoda moderata
Oripoda moderata är en kvalsterart som beskrevs av Berlese 1916. Oripoda moderata ingår i släktet Oripoda och familjen Oripodidae. Inga underarter finns listade i Catalogue of Life.